# 阿尔奇萨泰
阿尔奇萨泰（義大利語：Arcisate），是意大利瓦雷泽省的一个市镇。总面积12平方公里，人口9933人，人口密度827.8人/平方公里（2009年）。国家统计（ISTAT）代码为012004。